# ČSAD Slaný
	ČSAD Slaný s.r.o. je dopravní společnost, která zajišťuje autobusovou dopravu v Česku na území Středočeského, Ústeckého kraje a Libereckého kraje. Společnost byla do obchodního rejstříku zapsána 1. ledna 1994. Od roku 2000 je ČSAD Slaný dceřinou společností jihlavského dopravce ICOM transport a.s. V roce 2017 začala společnost provozovat část spojů pod hlavičkou ROPID a integrace bude pokračovat do roku 2020, kdy by již celá oblast Slánska a Kladenska měla být zaintegrována v PID. Od 1. 2. 2023 provozuje také MHD v Jablonci nad Nisou.[zdroj?]

## Autobusová doprava
Regionální autobusovou dopravu na Slánsku v závazku veřejné služby na objednávku Středočeského okraje provozuje ČSAD Slaný bez výběrového řízení v rámci návaznosti na činnost někdejší provozovny ČSAD.[zdroj?]
ČSAD Slaný do konce roku 2013 provozovala také MHD ve Slaném, sestávající ze dvou autobusových linek, z nichž druhá linka je pouze jedním školním spojem. Od 1. ledna 2014 přešla MHD na ČSAD MHD Kladno a.s.[zdroj?]
6. září 2006 rada Ústeckého kraje vypověděla smlouvy dopravci ČSAD Česká Lípa a. s., který byl vítězem výběrových řízení ve všech 15 oblastech kraje. V době plánované stávky v DPÚK se ČSAD Slaný s.r.o. 7. září 2006 podílela na náhradní příležitostné dopravě organizované krajem. 8. září 2006 v 10.00 h uskutečnila v autobuse společnosti ČSAD Slaný s.r.o. přistaveném před budovu krajského úřadu tisková konference, kterou uspořádal kraj spolu s ředitelem ČSAD Slaný s.r.o. Karlem Vodičkou. S ČSAD Slaný s.r.o. nakonec po vyřazení ČSAD Česká Lípa ze soutěží byla uzavřena smlouva pro oblasti Lounsko-východ a Dolní Poohří, v nichž se po původním vítězi umístila jako druhá, na období do 2. června 2007. Ředitel Karel Vodička oznámil, že je schopen převzít až 500 zaměstnanců, a to též z ČSAD Česká Lípa a. s. V sérii výběrových řízení vyhlášených v říjnu 2006 pro roky pro roky 2007–2014 uspěla ČSAD Slaný s.r.o. v oblasti Štětsko, zatímco v oblastech Bílinsko, České středohoří, Děčínsko, Lounsko – jih a Lounsko – východ a Šluknovsko ji předstihli jiní uchazeči. V roce 2007 uspěla ve výběrovém řízení na oblast Dolní Poohří do roku 2014. V roce 2008 tedy ČSAD Slaný s.r.o. provozovala dopravu ve dvou oblastech (Dolní Poohří a Štětsko), což představovalo 13 % výkonů autobusové dopravy v závazku veřejné služby v kraji.[zdroj?]
Společnost se účastnila výběrových řízení na desetileté provozování autobusové dopravy v Ústeckém kraji od 1. ledna 2015 a uspěla ve 2 oblastech z 15. Podmínky vyžadují zcela nové, nízkopodlažní a klimatizované autobusy s elektronickými informačními prvky a sledováním polohy pomocí GPS a v jednotném zeleném krajském nátěru.[zdroj?]
Koncem srpna 2013 Ústecký kraj oznámil, že na základě výsledku výběrového řízení uzavřel s ČSAD Slaný s.r.o. smlouvu na provozování autobusové dopravy v závazku veřejné služby v období 10 let od 1. ledna 2015 v oblasti Dolní Poohří (roční výkon cca 2 108 679 km, předpokládaná hodnota veřejné zakázky na 10 let je 674,777 280 miliónů Kč), a to za dopravcem nabídnutou cenu 27,49 Kč/km. Dne 18. března 2014 uzavřel kraj na základě výběrového řízení vypsaného v polovině listopadu 2013 smlouvu s ČSAD Slaný s.r.o. na provozování autobusové dopravy v oblasti Litvínov-Bílina (většina dosavadní oblasti Litvínovsko a části oblastí Bílinsko a Příměstská doprava Teplice); vyhlášený rozsah je 1 422 408 kilometrů za rok a hodnota zakázky byla odhadnuta na 455 milionů korun. V Dolním Poohří společnost „obhájila“ své dosavadní působení, na Litvínovsku ČSAD Slaný nahradila dosavadního dopravce Autobusy Kavka a díky rozšíření oblasti částečně též dopravce Dopravní podnik měst Mostu a Litvínova a Arriva Teplice. Na Štětsku byla nahrazena společností BDS-BUS, která jej bude obsluhovat v rámci nově vymezené oblasti Litoměřicko.[zdroj?]
V roce 2020 společnost vyhrála vypsané výběrové řízení na zajištění dopravní obslužnosti Ústeckého kraje v oblastech Teplicko a PD Teplice na 10 let.  Společnost zahájila provoz ve zmíněných oblastech 1.12.2021 s 39 novými vozy a nahradila tak společnost Arriva City s.r.o., která doposud na zmíněných oblastech zajišťovala subdodávku pro DSÚK. Hned od počátku zahájení provozu provázelo společnost několik problémů. Jedním z hlavních problému, byl vysoký počet spojů, které byly denně odřeknuty. Tento problém přetrvával ve slabší míře až do poloviny roku 2022. Předsedkyně mateřské společnosti ICOM Transport, Kateřina Kratochvílová, uvedla hned tři důvody, proč k tomuto problému došlo. Prvním byl vysoký počet nemocných řidičů, dalším důvodem byl vyšší počet odřeknutých smluv a jako třetí důvod uvedla vysoký počet řidičů z Ukrajiny, kteří nemohli přicestovat kvůli právě probíhajícímu konfliktu a uzavřeným hranicím. Dalším problémem, který provázel společnost od zahájení provozu, byl nefunkční odbavovací systém od firmy EMtest, který byl nahrazen odbavovacími systémy Synergy OCT41 v rámci celkové výměny odbavovacích systémů v koncernu ICOM Transport.. Za výše uvedené problémy byl dopravce pokutován Ústeckým krajem.[zdroj?]
27. září 2023 byla společnost rozdělena a vznikla nová dceřiná společnost Doprava Teplice s.r.o., jenž se plně od mateřské společnosti odštěpila 1. ledna 2024. Provoz na Teplicku převzala 1. dubna 2024.

## Vozový park
Společnost ČSAD Slaný s.r.o. využívá převážně autobusy značky Mercedes-Benz např. Mercedes-Benz Intouro, ale také několik autobusů značky Setra 415 LE Business a Irisbus Crossway LE (záloha pro DÚK). Tyto autobusy mají loga ICOM transport.[zdroj?]
Společnost koncem roku 2021 nakoupila a zařadila do provozu 21 nových autobusů značky Setra S 418 LE Business, 7 vozů značky Iveco Crossway LE LINE 12M a 11 vozů značky Setra S 415 LE Business. Výše zmíněné vozy jezdí v oblastech Teplicko a PD Teplice v barvách Dopravy Ústeckého kraje od 1. prosince 2021.[zdroj?]